# Маяк (Торбеєвський район)
Мая́к (рос. Маяк, ерз. Маяк) — селище у складі Торбеєвського району Мордовії, Росія. Входить до складу Жуковського сільського поселення.
Населення — 24 особи (2010; 46 у 2002).
Національний склад станом на 2002 рік:
- росіяни — 72 %